# Kōzō Yūki
Kōzō Yūki (jap. 結城 耕造, Yūki Kōzō; * 23. Januar 1979) ist ein ehemaliger japanischer Fußballspieler.
Seine Profikarriere begann Yūki 2002 bei JEF United Ichihara Chiba in der japanischen J. League. Zur Saison 2008/09 wurde er an Sanfrecce Hiroshima ausgeliehen. Ein Jahr später wechselte Yūki in die 2. Fußball-Bundesliga zu Fortuna Düsseldorf. Er wurde dort verstärkt in der zweiten Mannschaft eingesetzt. Sein bis zum 30. Juni 2010 laufender Vertrag wurde nicht verlängert.